# Chilabothrus angulifer
Il boa di Cuba (Chilabothrus angulifer Cocteau & Bibron, 1840) è un serpente della famiglia dei Boidi.

## Descrizione
È la specie maggiore, quanto a dimensioni, del genere Chilabothrus, diffuso in America centrale e meridionale e nelle isole caraibiche. Può infatti raggiungere i 4 metri e mezzo di lunghezza, misura decisamente notevole per un appartenente alla sottofamiglia dei Boini. La colorazione, come per altri Chilabothrus, abbonda di riflessi metallici sulle squame; il colore di fondo è grigio-argenteo sparso di macchie e striature bruno-rossastre e nere.

## Distribuzione
Vive a Cuba e nell'Isola della Gioventù. Gran parte del suo habitat originario, la foresta pluviale, è stata distrutta per far posto alle colture di canna da zucchero, dove si è in effetti marginalmente stabilito.

## Biologia
I boa di Cuba si nutrono di roditori e uccelli, ma oggi prevalentemente di ratti e topi, che insidiano fin nei pressi delle abitazioni e nei coltivi. Attendono la preda in agguato, scattando fulminei non appena a tiro; l'avviluppano poi con le spire per ucciderla prima di ingollarla. Sono serpenti molto attivi e necessitano di ampie zone di alimentazione; sono soprattutto diurni, salvo che nei mesi estivi, quando sono attivi di notte e trascorrono il giorno ben nascosti nell'intrico della vegetazione. Ovovivipari, le femmine «partoriscono», dopo circa 3 mesi di gestazione, 15 - 20 piccoli di 39 - 59 centimetri. Questi già a 3 anni superano i 150 cm e raggiungono la maturità sessuale.